# Cristina Marchetti

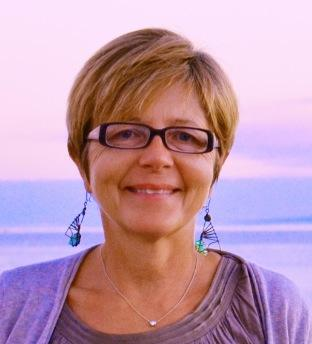
Cristina Marchetti, 2014

M. Cristina Marchetti (* 11. Dezember 1955 in Pavia) ist eine italienisch-amerikanische theoretische Physikerin, die sich mit statistischer Mechanik befasst.
Marchetti erhielt 1978 ihren Laurea-Abschluss in Physik an der Universität Pavia und wurde 1982 an der University of Florida promoviert (Fluctuations in systems far from equilibrium). Sie lehrte und forschte 30 Jahre an der Syracuse University (Assistant Professor 1987, Professor 1997, später William R. Kenan Jr. Distinguished Professor) und ist seit 2018 Professorin an der University of California, Santa Barbara.
Sie befasst sich mit statistischer Mechanik des Nichtsgleichgewichts und kollektiven Phänomenen in Physik und Biologie. Dazu gehören Transport in Flüssigkeiten fern vom Gleichgewicht und bei Unterkühlung, Ladungsdichtewellen, Phasen und Transport von Vortexlinien in Typ 2 Supraleitern und Dynamik getriebener ungeordneter Systeme (wie Gläser). Insbesondere forscht sie über das sich Gebiet Aktiver Materie, einem Teilgebiet Weicher Materie, in dem Systeme aus einer großen Zahl aktiver Agenten beschrieben werden, die Energie verbrauchen und sich selbst organisieren (Beispiele sind Vogelschwärme, Bakterienkolonien, Teile des Zytoskeletts mit Microtubuli und Actin, selbstbewegte Teilchen/self propelled particles (SPP)). Unter anderem behandelte sie auf diesem Gebiet spontane Aggregationen aktiver Kolloide, Zellbewegung und Mechanik des Zytoskeletts, Bakterien-Suspensionen und die Dynamik topologischer Defekte in aktiven Flüssigkristallen.
Seit 2007 ist sie stellvertretende Direktorin des Syracuse Biomaterials Institute.
2019 erhielt sie den ersten Leo Kadanoff Preis der American Physical Society. 2022 war Marchetti Morris Loeb Lecturer. Sie ist Fellow der American Physical Society und Fellow der American Association for the Advancement of Science (2013), der National Academy of Sciences (2019) und der American Academy of Arts and Sciences (2014).
Sie ist eine der Herausgeber von Physical Review X und Annual Reviews of Condensed Matter Physics.

## Schriften (Auswahl)
- mit L. Balents, L. Radzihovsky: Nonequilibrium steady states of driven periodic media, Physical Review B, Band 57, 1998, S. 7705
- mit A. Baskaran: Enhanced diffusion and ordering of self-propelled rods, Phys. Rev. Lett., Band 101, 2008, S. 268101
- mit A. Baskaran: Hydrodynamics of self-propelled hard rods, Phys. Rev. E, Band 77, 2008, S.  011920
- mit A. Baskaran: Statistical mechanics and hydrodynamics of bacterial suspensions, Proceedings of the National Academy of Sciences, Band 106, 2009, S. 15567–15572
- mit T. B. Liverpool, J.-F. Joanny, J. Prost: Mechanical response of active gels, Euro Phys. Lett., Band 85, 2009, S. 18007
- mit L. Giomi, T. B. Liverpool: Sheared active fluids: thickening, thinning and vanishing viscosity,  Phys. Rev. E, Band 81, 2010, S. 051908
- mit Y. Fily: Athermal phase separation of self-propelled particles with no alignment, Phys. Rev. Lett., Band 108, 2012, S. 235702
- mit J. F. Joanny u. a.: Hydrodynamics of soft active matter, Reviews of Modern Physics, Band 85, 2013, S. 1143
- mit F. C. Kerber u. a.: Topology and dynamics of active nematic vesicles, Science, Band 345, 2014, S. 1135–1139